# Khinh khí cầu bí ẩn

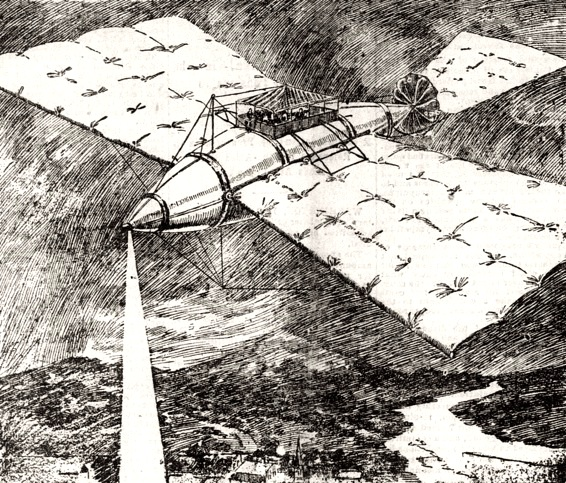
Hình minh họa "Khinh khí cầu bí ẩn" được đăng trên tạp chí New York Morning Journal ngày 28 tháng 11 năm 1896.

Khinh khí cầu bí ẩn (tiếng Anh: Mystery airship) hoặc khinh khí cầu ma (phantom airships) là một loại vật thể bay không xác định được biết đến nhiều nhất từ một loạt các bài báo bắt nguồn từ miền Tây và lan rộng sang miền Đông nước Mỹ trong khoảng thời gian cuối năm 1896 và đầu năm 1897. Theo nhà nghiên cứu Jerome Clark, những vụ nhìn thấy loại khinh khí cầu này được báo cáo trên toàn thế giới trong những năm 1880 và 1890. Các báo cáo về khinh khí cầu bí ẩn được coi là tiền thân văn hóa cho những câu chuyện hiện đại về UFO kiểu đĩa bay do người ngoài hành tinh điều khiển.  Các báo cáo về khí cầu điển hình liên quan đến trường hợp chứng kiến nguồn sáng không xác định vào ban đêm, nhưng những tài liệu chi tiết hơn đã viết về con tàu này có thể so sánh với một chiếc khí cầu điều khiển được. Các báo cáo về phi hành đoàn và phi công thường mô tả họ trông giống người, mặc dù đôi khi phi hành đoàn tuyên bố mình đến từ Sao Hỏa.  Người ta tin rằng những khinh khí cầu bí ẩn này là sản phẩm của một nhà phát minh hoặc thiên tài nào đó chưa sẵn sàng công khai kiến thức về sự sáng tạo của mình.  Chẳng hạn, Thomas Edison được nhiều người suy đoán là kẻ đứng sau chiếc khinh khí cầu khả nghi đến mức vào năm 1897, ông "buộc phải đưa ra một tuyên bố mạnh mẽ bằng lời" nhằm từ chối trách nhiệm của mình.
Người ta thường lập luận rằng khinh khí cầu bí ẩn không có khả năng đại diện cho các chuyến bay thử nghiệm của những chiếc khinh khí cầu thực sự do con người chế tạo vì không có hồ sơ nào về các chuyến bay bằng khí cầu duy trì hoặc bay tầm xa thành công từ thời kỳ đó và "điều đó là không thể, chưa kể là phi lý, để giữ bí mật về điều đó."  Tuy nhiên, ngược lại, trên thực tế đã có một số khí cầu chức năng được sản xuất trước báo cáo năm 1896–97 (ví dụ, Solomon Andrews đã thực hiện chuyến bay thử nghiệm thành công chiếc "Aereon" vào năm 1863), nhưng khả năng của chúng hạn chế hơn nhiều so với khinh khí cầu bí ẩn. Reece và những người khác lưu ý rằng các tờ báo Mỹ đương đại của thời kỳ "báo chí vàng" có nhiều khả năng đăng tải các câu chuyện được bịa ra và các trò lừa bịp hơn là các nguồn tin tức hiện đại, và các biên tập viên của cuối thập niên 1800 thường mong người đọc hiểu rằng những câu chuyện như vậy là sai sự thật. Hầu hết các nhà báo trong thời kỳ đó dường như không coi trọng các báo cáo về khinh khí cầu này, vì sau khi làn sóng lớn năm 1896–1897 vừa kết thúc, chủ đề này nhanh chóng không còn được công chúng biết tới nữa. Các câu chuyện về khinh khí cầu chỉ nhận được sự chú ý sau khi các báo cáo trên báo năm 1896–1897 phần lớn được phát hiện lại vào giữa thập niên 1960 và giới điều tra UFO cho rằng khinh khí cầu này có thể đại diện cho tiền thân trước đó của những trường hợp nhìn thấy UFO sau Thế chiến II.

## Làn sóng khinh khí cầu năm 1896-1897

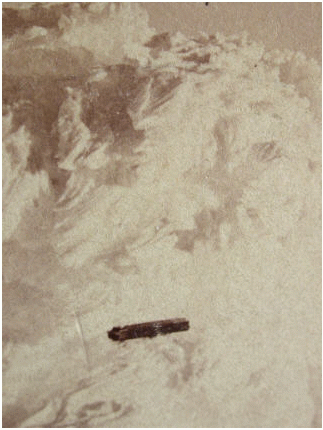
Một trong những bức ảnh đầu tiên được công bố về UFO, trên thực tế là hình ảnh cắt xén của sự hình thành băng giá phức tạp ở Hoa Kỳ, năm 1870.

Làn sóng khinh khí cầu bí ẩn nôi tiếng nhất bắt đầu ở California vào năm 1896.  Sau đó, các báo cáo và tài liệu về khinh khí cầu tương tự đến từ các khu vực khác, thường di chuyển về phía đông trên khắp đất nước.  Một số nhân chứng trong làn sóng kể lại về khí cầu này cho rằng chủ nhân con tàu đã được nhìn thấy trên một số khinh khí cầu và các cuộc chạm trán với phi công cũng được báo cáo.  Những du khách ngoài hành tinh này thường có vẻ ngoài là con người, dù hành vi, cách cư xử và quần áo của họ đôi khi được cho là khác thường.  Đôi khi chủng người này rõ ràng được cho là đến từ Sao Hỏa.
Tờ Sacramento Bee và San Francisco Call đăng tin về vụ chứng kiến đầu tiên vào ngày 18 tháng 11 năm 1896. Các nhân chứng cho biết một luồng sáng di chuyển chậm trên Sacramento vào tối ngày 17 tháng 11 ở độ cao ước tính 1.000 foot. Một số nhân chứng cho biết họ có thể nhìn thấy một hình bóng tối phía sau ánh sáng. Một nhân chứng tên là R.L. Lowery kể lại rằng anh ta nghe thấy một giọng nói từ chiếc tàu đang ra lệnh tăng độ cao để tránh va vào tháp chuông nhà thờ. Lowery nói thêm "không nghi ngờ gì nữa, điều đó có nghĩa là một cái chớp mắt với người đọc" rằng anh ta tin vị thuyền trưởng rõ ràng đang ám chỉ đến tháp của một nhà máy bia địa phương, vì không có nhà thờ nào gần đó. Lowery còn mô tả thêm rằng con tàu này được cung cấp năng lượng bởi hai người dùng bàn đạp của xe đạp. Phía trên những người đạp này có vẻ giống như là một khoang hành khách, nằm dưới phần thân chính của chiếc tàu. Một chiếc đèn được gắn trên đầu trước của chiếc khinh khí cầu. Một số nhân chứng kể lại rằng tiếng động của con tàu bay qua trên đầu.
Ngày 19 tháng 11 năm 1896, ấn bản của tờ báo Daily Mail ở Stockton, California, có giữ một trong những câu chuyện sớm nhất về việc nhìn thấy phi thuyền của người ngoài hành tinh. Đại tá H.G. Shaw tuyên bố rằng trong khi lái chiếc xe độc mã của mình băng qua vùng nông thôn gần Stockton, ông đã bắt gặp thứ có vẻ là một phi thuyền đã hạ cánh. Shaw mô tả nó có một bề mặt kim loại hoàn toàn không có gì đặc biệt ngoài bánh lái và các đầu nhọn. Ông ước tính đường kính 25 feet và cho biết con tàu có tổng chiều dài khoảng 150 feet. Ba người ngoài hành tinh mảnh mai, cao 7 foot (2,1 m), được cho là tiếp cận từ tàu trong khi "đang phát ra một tiếng động kỳ lạ." Các sinh vật này được cho là đã kiểm tra chiếc xe độc mã của Shaw và sau đó cố gắng ép buộc ông phải đi cùng họ trở lại con tàu. Người ngoài hành tinh đành bỏ cuộc sau khi nhận ra rằng họ không đủ thể lực để buộc Shaw lên tàu. Họ bèn chạy trở lại con tàu của mình, con tàu đã nâng lên khỏi mặt đất và bỗng chốc phóng khỏi tầm nhìn. Shaw tin rằng những sinh vật đó là người Sao Hỏa được cử đến để bắt cóc một người Trái Đất vì những mục đích bất chính không thể biết trước nhưng có khả năng xảy ra. Điều này đã được một số người coi là một nỗ lực ban đầu của người ngoài hành tinh nhằm tiến hành vụ bắt cóc; nó dường như là tư liệu đầu tiên được xuất bản kể về những sinh vật ngoài Trái Đất rõ ràng đang cố gắng bắt cóc con người vào tàu vũ trụ của họ.

## Làn sóng khinh khí cầu trước đó

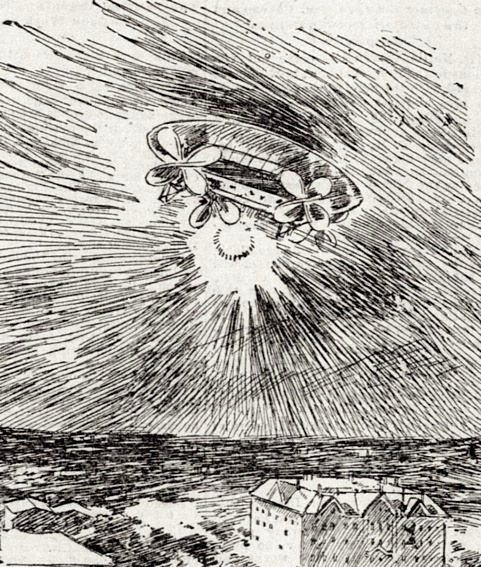
Khinh khí cầu bí ẩn được minh họa trong tờ San Francisco Call, tháng 11 năm 1896

Năm 1868, Charles Fort trích dẫn một vụ nhìn thấy khinh khí cầu bí ẩn ở Copiapo, Chile. Nó được mô tả như một con chim khổng lồ, sáng chói được điều khiển bởi một loại động cơ ồn ào. Trong một biến thể của khinh khí cầu thông thường, vào ngày 29 tháng 7 năm 1880, hai nhân chứng ở Louisville, Kentucky đã nhìn thấy một vật thể bay được mô tả là "một người đàn ông được bao quanh bởi đống máy móc mà xem chừng anh ta đang thao tác bằng tay" với đôi cánh nhô ra sau lưng. Chỉ một tháng sau, một cảnh tượng tương tự đã xảy ra ở New Jersey. Tờ New York Times đã viết rằng "rõ ràng đó là một người đàn ông có đôi cánh dơi và đôi chân ếch cải tiến... con quái vật vẫy cánh theo tiếng còi của đầu máy xe lửa."
Có một số báo cáo về khinh khí cầu bí ẩn từ Bờ Đông nước Mỹ vào năm 1887.
Có hàng loạt vụ nhìn thấy khinh khí cầu bí ẩn vào năm 1909 ở New England, New Zealand và các địa điểm khác nhau ở châu Âu. Các báo cáo về sau đều đến từ Vương quốc Anh vào năm 1912 và 1913. Tuy nhiên, vào thời điểm này, công nghệ khinh khí cầu đã rất tân tiến (Bá tước Ferdinand von Zeppelin đã lái những chiếc khí cầu chở hành khách khổng lồ của mình trong gần một thập kỷ sau đó), tạo ra viễn cảnh rằng đây có thể là những loại khinh khí cầu tư nhân nhỏ hơn là bằng chứng về chuyến viếng thăm ngoài Trái Đất hoặc những trò lừa bịp đăng trên báo hợp lý hơn.
Wallace Tillinghast, một doanh nhân ở Massachusetts, nổi tiếng với những tuyên bố rằng ông chịu trách nhiệm về làn sóng năm 1909 do một chiếc khinh khí cầu mà ông đã chế tạo, nhưng những tuyên bố của ông không bao giờ được chứng minh là có thực cả.

## Nghiên cứu sau này
Jerome Clark viết, "Một đặc điểm gây tò mò của các làn sóng khinh khí cầu sau năm 1887 là sự thất bại của từng làn sóng trong ký ức lịch sử. Ví dụ, mặc dù năm 1909, đã mang đến một làn sóng nhìn thấy khinh khí cầu trên toàn thế giới và sự thảo luận và suy đoán của người tham dự, nhưng các tài liệu đương thời không ám chỉ đến các sự kiện được công bố rộng rãi của hơn một thập kỷ trước đó."
Clark viết rằng bất kỳ nỗ lực nào nhằm "khám phá sự thật về vụ sợ hãi khinh khí cầu vào cuối thế kỷ 19 đều đi ngược lại một số thực tế không vui: tin tức do báo chí cung cấp là không đáng tin cậy; không có nhà điều tra độc lập nào ('nhà nghiên cứu khinh khí cầu') nói chuyện trực tiếp với các nhân chứng bị cáo buộc hoặc cố gắng xác minh hoặc lật tẩy lời khai của họ; và, với một ngoại lệ không thỏa đáng duy nhất, không có nhân chứng nào được phỏng vấn ngay cả trong thập niên 1950, khi một số có lẽ vẫn còn sống."
"Ngoại lệ không thỏa đáng duy nhất" mà Clark trích dẫn là một cựu nhân viên của tờ San Francisco Chronicle được Edward J. Ruppelt phỏng vấn qua điện thoại vào năm 1952. Ruppelt viết rằng người đàn ông "từng là một cậu bé hay bắt chước…và nhớ lại vụ việc, nhưng thời gian đã hủy bỏ các chi tiết Anh ta đã nói với tôi rằng anh ta, biên tập viên của tờ báo và nhân viên tin tức đã nhìn thấy 'con tàu', mà anh ta gọi là UFO. Câu chuyện của anh ấy, dù đã năm mươi sáu tuổi, nhưng tôi đã từng nghe nhiều người khác kể về câu chuyện của anh ấy khi anh ấy nói rằng không ai ở tòa báo kể cho ai nghe những gì họ đã thấy; họ không muốn mọi người nghĩ rằng họ 'điên rồ'."
Jacobs lưu ý, "Hầu hết các lập luận chống lại ý tưởng khinh khí cầu đến từ những cá nhân cho rằng các nhân chứng không nhìn thấy những gì họ vừa chứng kiến. Đây là mối liên hệ cốt yếu giữa hiện tượng 1896–1897 và hiện tượng vật thể bay không xác định đương đại bắt đầu vào năm 1947. Nó cũng là trung tâm của cuộc tranh luận về việc liệu các vật thể bay không xác định có tạo thành một hiện tượng độc đáo hay không."

## Giải thích

### Sự nhầm lẫn hoặc nhận dạng sai
Trong suốt làn sóng năm 1896–1897, đã có nhiều nỗ lực giải thích việc nhìn thấy khinh khí cầu này, bao gồm các gợi ý về trò lừa bịp, đùa cợt, pha nguy hiểm công khai và ảo giác. Một người đàn ông cho rằng những loại khinh khí cầu này là một bầy đom đóm bị các nhà quan sát nhìn nhầm.
Jacobs tin rằng nhiều câu chuyện về khinh khí cầu bí ẩn bắt nguồn từ việc "những phóng viên táo bạo thực hiện các trò lừa bịp báo chí." Ông lưu ý rằng nhiều câu chuyện trong số này "rất dễ nhận ra vì giọng điệu líu lưỡi và nhấn nhá vào tính giật gân." Hơn nữa, trong nhiều trò lừa bịp đăng trên báo chí như vậy, tác giả đã thể hiện rõ ý định của mình "bằng cách nói – ở dòng cuối cùng – rằng anh ta đang viết từ một bệnh viện tâm thần (hoặc một cái gì đó về việc đó)."

### Khinh khí cầu của con người
Một số người cho rằng các báo cáo về phi thuyền là tài khoản chính chủ. Khinh khí cầu có thể điều khiển đã được bay công khai ở Mỹ kể từ chiếc Aereon năm 1863, và nhiều nhà phát minh đang nghiên cứu thiết kế khí cầu và máy bay (ý tưởng rằng một nhà phát minh bí mật có thể đã phát triển một loại phương tiện khả thi với các khả năng tân tiến là trọng tâm trong cuốn tiểu thuyết năm 1886 nhan đề  Robur the Conqueror của nhà văn Jules Verne). Trên thực tế, hai sĩ quan và kỹ sư của Quân đội Pháp, Arthur Krebs và Charles Renard, đã bay thành công trên một chiếc khinh khí cầu chạy bằng điện mang tên La France vào đầu năm 1885, thực hiện không dưới bảy chuyến bay thành công trên chiếc tàu này trong khoảng thời gian 11 tháng. Cũng trong giai đoạn 1896–1897, David Schwarz đã chế tạo một khí cầu vỏ nhôm ở Đức bay thành công trên Cánh đồng Tempelhof trước khi bị hư hỏng không thể sửa chữa được trong một lần hạ cánh cứng. Cả hai sự kiện đều chứng minh rõ ràng rằng công nghệ chế tạo khinh khí cầu trên thực tế đã tồn tại trong thời kỳ được nhắc đến, dù nếu các báo cáo về khả năng của khinh khí cầu California và miền Trung Tây được nhìn thấy vào năm 1896–1897 là đúng, thì nó sẽ tiên tiến hơn đáng kể so với bất kỳ loại khinh khí cầu nào được chế tạo tính đến thời điểm đó.
Một số cá nhân, bao gồm Lyman Gilmore và Charles Dellschau, sau này được xác định là những ứng cử viên có thể tham gia vào việc thiết kế và chế tạo khinh khí cầu, mặc dù rất ít bằng chứng được tìm thấy ủng hộ những ý tưởng này.